# II Brygada Legionów Polskich
II Brygada Legionów Polskich tzw. Karpacka lub Żelazna – wielka jednostka piechoty Legionów Polskich utworzona 8 maja 1915. Do czasu wypowiedzenia posłuszeństwa podlegała rozkazom państw centralnych.
Złożona z oddziałów walczących dotąd w Karpatach i dlatego zwana „Karpacką”. Jej ułani wsławiali się brawurową szarżą przeciwko wojskom rosyjskim podczas bitwy pod Rokitną 13 czerwca 1915.

## Historia

### Geneza
W początkach sierpnia 1914 roku oddziały Józefa Piłsudskiego wkroczyły do Królestwa Polskiego. 16 sierpnia nastąpiło zjednoczenie wszystkich stronnictw w Galicji skupionych w lwowskim Centralnym Komitecie Narodowym (opanowanym przez endecję) oraz krakowskiej Komisji Skonfederowanych Stronnictw Niepodległościowych (z PPS – Frakcją Rewolucyjną na czele) i utworzenie Naczelnego Komitetu Narodowego (NKN) dla sprawowania opieki organizacyjnej i politycznej nad tworzącymi się legionami polskimi. Rząd austriacki wydał dekret o organizacji dwóch legionów – Legionu Zachodniego i Legionu Wschodniego. Udana ofensywa wojsk rosyjskich doprowadziła do opanowania przez nie Lwowa, a później i całej środkowej Galicji. Spowodowała ona też kryzys Legionu Wschodniego, w którym duże wpływy miała przechodząca na pozycje prorosyjskie endecja galicyjska.

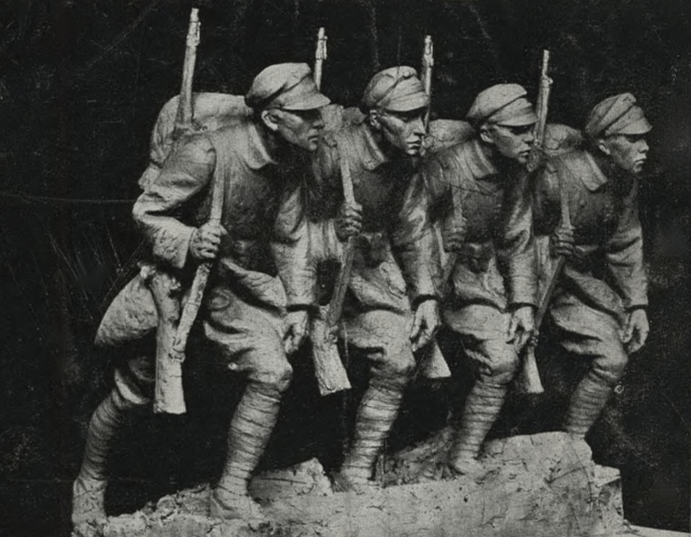
"Czwórka legionowa" czterech polskich legionistów, symbolizujących Królestwo Polskie, Małopolskę, Śląsk i Wielkopolskę - rzeźba Jana Raszki (1917).

21 września w Mszanie Dolnej legion rozwiązano. 5 dni później przysięgę złożyło jedynie 800 dawnych członków Legionu z kpt. Józefem Hallerem na czele. Z tych żołnierzy oraz dalszych ochotników utworzono 3 pułk piechoty. Dnia 26 września dołączyli do niego ochotnicy ze Śląska Cieszyńskiego oraz Podhala. Ślązacy, którzy sformowali w Cieszynie tzw. Legion Śląski w liczbie około 600 ochotników, wcieleni zostali do I batalionu 3 pułku Legionów Polskich. Około 250 sformowało 2 kompanię 3 pułku Legionów, na którego dowódcę wyznaczono Stefana Pasławskiego, a resztę rozdzielono po innych kompaniach. Dawnych komendantów Feliksa Hajduka oraz Jana Łyska mianowano podporucznikami dając im komendy I i IV plutonu, a Przepilińskiego mianowano porucznikiem i wyznaczono mu funkcję oficera prowiantowego 3 pułku .
30 września z Krakowa został skierowany do północno-wschodnich Węgier 3 pułk, 2 pułk dowodzony przez płk Zygmunta Zielińskiego, 2 szwadron kawalerii rtm. Zbigniewa Dunin-Wąsowicza, 3 szwadron kawalerii rtm. Jana Brzezińskiego oraz służby pomocnicze.

## Walki w Karpatach i na Bukowinie

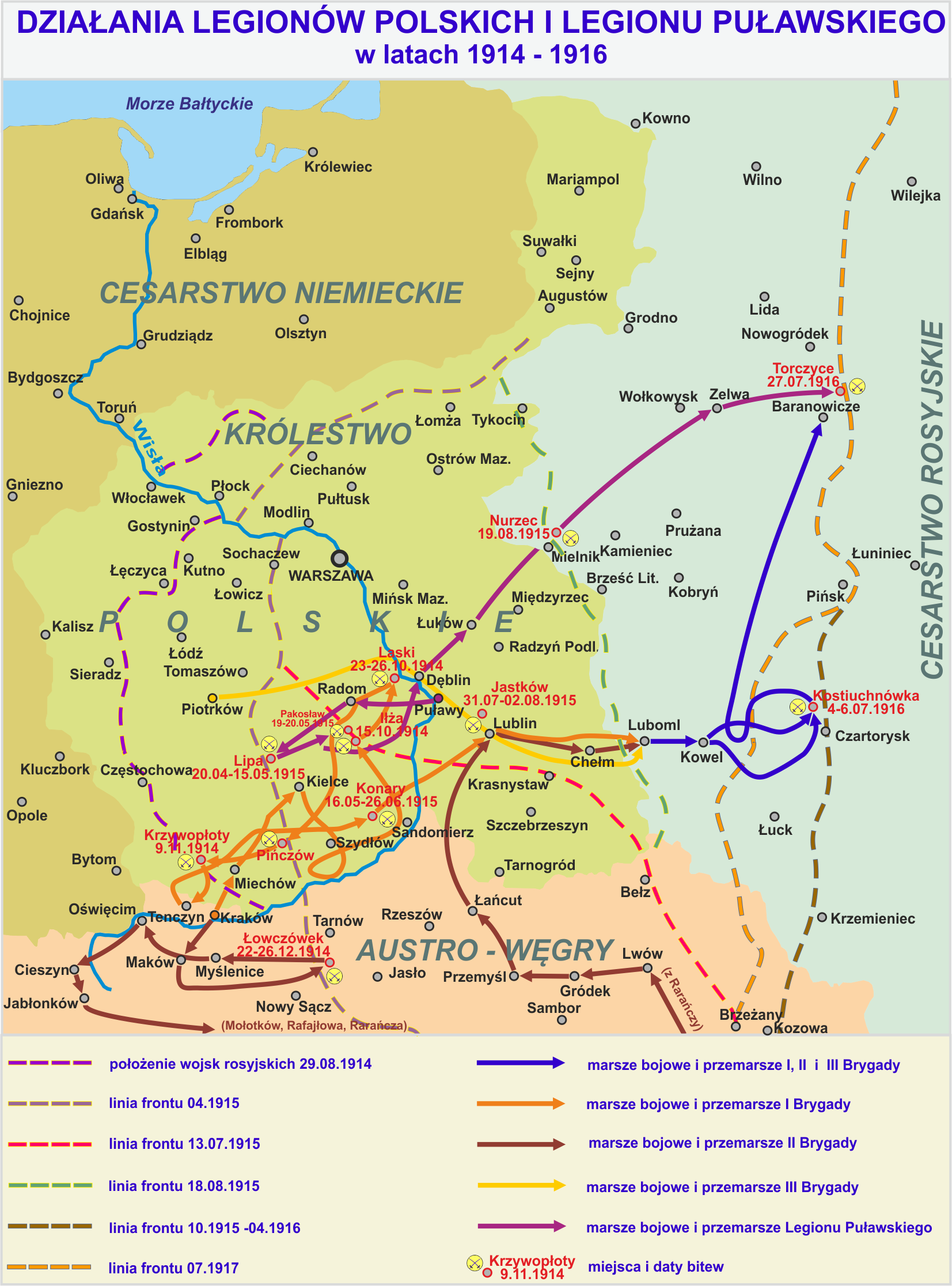
Działania Legionów Polskich w latach 1914-1916

Oddziały te, w liczbie około 9 tysięcy żołnierzy, zostały rzucone do komitatu marmaroskiego w celu wyparcia Kozaków, którym udało się przedostać przez przełęcz Pantyrską do Kotliny Panońskiej. Wojska były słabo uzbrojone, prawie w ogóle nie przeszkolone, brak było również należytego ekwipunku. Mimo tego udało im się pokonać silniejszego przeciwnika. Następnym zadaniem oddziałów dowodzonych przez gen. Karola Durskiego-Trzaskę (komendanta Legionów Polskich, który znajdował się przy oddziałach w Karpatach) było sforsowanie przełęczy Rogodze Wielkie i oczyszczenie z Rosjan doliny Bystrzycy znajdującej się już na terenie Galicji. Aby ten cel osiągnąć wybudowano z okrąglaków tzw. drogę Legionów – liczącą 6 km drogę etapową po zboczu o nachyleniu 15°. 19 października przekroczono przełęcz i rozpoczęto wyzwalanie Galicji. 23 października stoczono ciężki, trzygodzinny bój pod Pasieczną zmuszając Rosjan do odwrotu. W czasie następnych kilku dni opanowano m.in. Nadwórną, Tarnawicę Leśną, Przerośl, Fitków i Hwozd.

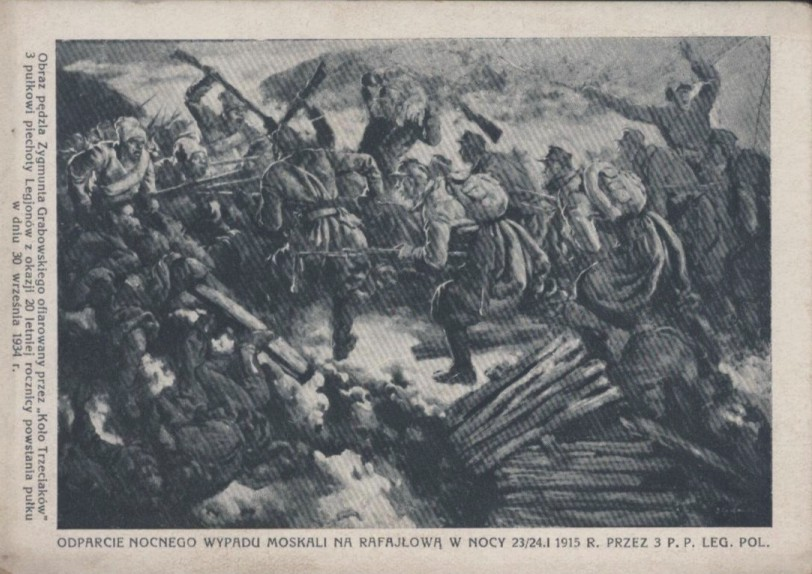
Zygmunt Grabowski - Odparcie nocnego wypadu moskali na Rafajłową w nocy 23/24 stycznia 1915 r. przez 3 p.p. Legionów Polskich

Jednakże już 29 października nastąpił koniec ofensywy na skutek przegranej krwawej bitwy pod Mołotkowem, gdzie stoczono zacięty bój z przeciwnikiem dysponującym dwukrotną przewagą w ludziach i trzykrotną w sile ognia. Niektóre kompanie straciły aż do 50% stanu bojowego. Po tej bitwie oddziały karpackie wycofano w rejon Rafajłowej, gdzie w listopadzie stoczono kilka potyczek. Warto dodać, że znajdujących się wtedy w Karpatach Wschodnich oddziałów polskich nie możemy jeszcze nazywać II Brygadą Legionów, gdyż II Brygada formalnie została sformowana dopiero na przełomie kwietnia i maja 1915 roku na Bukowinie. Co prawda wśród Polaków uzyskała już wówczas przydomek „karpackiej” lub „żelaznej” brygady, lecz formalnie takiej jednostki nie stanowiła.
26 listopada utworzono dwie grupy bojowe – pierwsza pod dowództwem gen. Trzaski-Durskiego została przerzucona 8 grudnia na Węgry w okolice Okörmezö, a następnie 10 stycznia 1915 roku przeniesiono ją na Bukowinę. Wsławiła się tam zdobyciem 22 stycznia głównego punktu oporu Rosjan na tym terenie – Kirlibaby. Natomiast druga grupa pod dowództwem ppłk Hallera pozostała w rejonie Rafajłowej. W styczniu toczyła ciężkie walki pod Zieloną i Rafajłową, z których na uwagę zasługuje odparcie w nocy 23/24 stycznia silnego ataku Rosjan na tę drugą miejscowość. W lutym grupa Hallera wzięła udział w ofensywie wojsk austro-węgierskich w kierunku Stanisławowa, która notabene rozpoczęła się przy temperaturze dochodzącej do −28 °C.

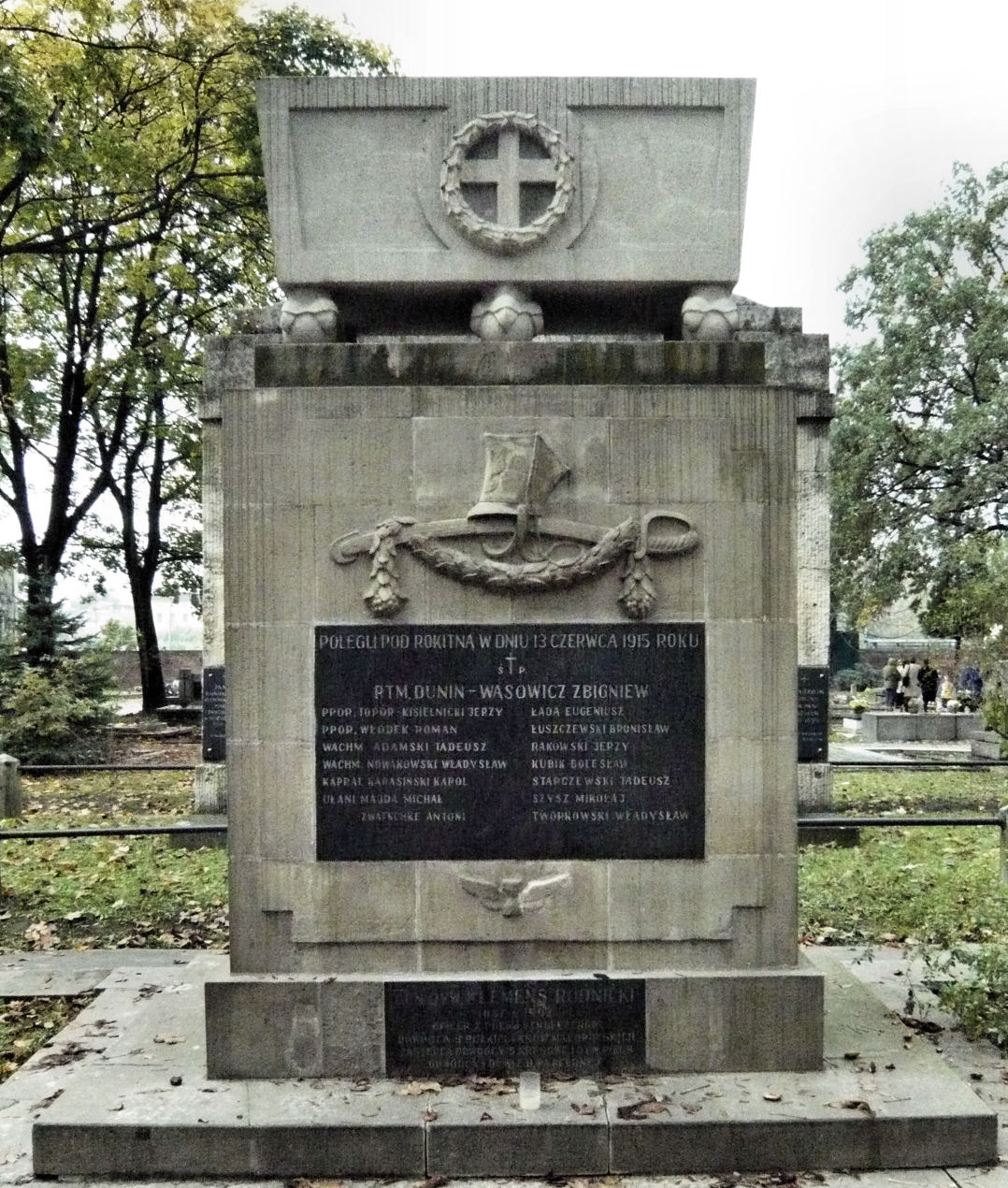
Pomnik bohaterów spod Rokitnej na Cmentarzu Rakowickim w Krakowie

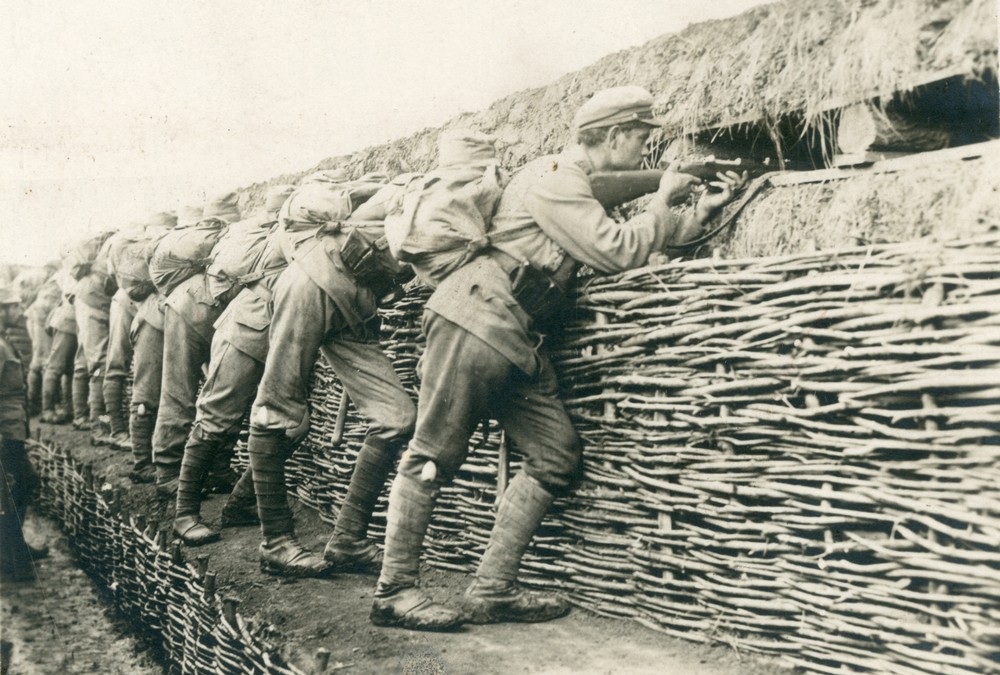
Żołnierze II Brygady Legionów w okopach podczas walk w rejonie Rarańczy w 1915 roku

Po niemalże pół roku bezustannej walki w bardzo ciężkich terenach górskich oraz ekstremalnych warunkach klimatycznych oddziały karpackie były na skraju wyczerpania. W niektórych kompaniach pozostało jedynie po kilku żołnierzy. W związku z tym w połowie marca skierowano obie grupy na wypoczynek do Kołomyi, gdzie otrzymano nowoczesne uzbrojenie i dano żołnierzom czas na regenerację sił. W kwietniu brygada została przeniesiona na front bukowińsko-besarabski, tocząc przez cały maj działania pozycyjne. W czerwcu wywiązały się ciężkie walki pod Rarańczą, z których niezwykle istotnym epizodem była szarża 60 ułanów z 2 szwadronu 2 pułku wykonana 13 czerwca 1915 roku pod Rokitną. Oddział pod dowództwem rtm. Zbigniewa Dunin-Wąsowicza podjął się natarcia na trzy linie okopów rosyjskich, które bez powodzenia atakowała piechota. Ze stratą 15 ludzi w tym dowódcy dokonano bohaterskiego zdobycia dwóch linii okopów, jednakże sukces ten nie został w pełni wykorzystany przez austriackie oddziały piechoty. Po czerwcowych walkach w rejonie działań II Brygady nastąpił względny spokój aż do października, kiedy to jednostka ta została przeniesiona na Wołyń.

### Walki na Wołyniu

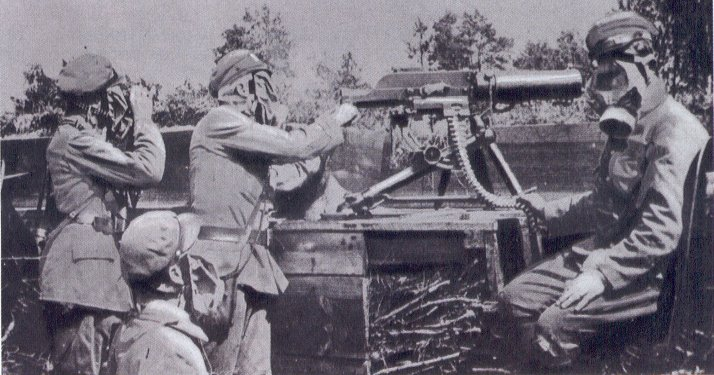
Żołnierze II Brygady Legionów Polskich w czasie walk na Wołyniu

W czerwcu 1916 armia rosyjska rozpoczęła przygotowania do ofensywy (tzw. ofensywa Brusiłowa). Będąca do tej pory w odwodzie II Brygada walczyła pod Łuckiem. W lipcu Rosjanie uderzyli całością sił. Legiony, w tym II Brygada, biły się pod Kostiuchnówką. Po bitwie oddziały legionowe wycofały się nad Stochód. II Brygada zajęła obronę w rejonie Rudki Miryńskiej. Przebywała tu do końca października.

### Kryzys przysięgowy
10 kwietnia 1917 r. do dyspozycji niemieckich władz okupacyjnych w Królestwie Polskim przekazany został Polski Korpus Posiłkowy. W lipcu 1917 r., po kryzysie przysięgowym Polski Korpus Posiłkowy, na który składała się głównie II Brygada Legionów, został oddany pod dowództwo austro-węgierskie.

### Bunt
Pod koniec sierpnia 1917 brygada została przerzucona pod Przemyśl, a następnie poszła na Bukowinę. Armia rosyjska w owym czasie ulegała coraz większemu rozkładowi. Działania wojenne ograniczały się do pojedynczej wymiany ognia. Prowadzone były rozmowy pokojowe „czerwonej” Rosji z państwami centralnymi. Wobec odmowy przyjęcia przez bolszewicka Rosję warunków Niemiec i Austro-Węgier, państwa centralne podpisały 9 lutego 1918 traktat z Ukrainą, na mocy którego m.in. przekazywano tej ostatniej Ziemię Chełmską.
W szeregach II Brygady układ ten potraktowano jako kolejny rozbiór Polski. W owym czasie stacjonowała ona na południowy zachód od Czerniowiec. Postanowiono przebić się przez front i iść na terytorium Rosji, gdzie formowały się polskie korpusy, przede wszystkim I Korpus gen. Dowbora-Muśnickiego na ziemi mińskiej. 13 lutego brygada rozpoczęła marsz ku Czerniowcom i Rarańczy. Austriakom pozostawiono pismo o wypowiedzeniu posłuszeństwa. Nocą z 15/16 lutego pułki piechoty pod Rarańczą torowały sobie drogę do opustoszałych okopów rosyjskich. Tabory i artyleria utknęły jednak i wzięte zostały przez Austriaków do niewoli. Internowano je w obozach w miejscowościach Huszt, Marmaros-Sziget, Szeklencze i Dulfalva. Przebiło się około 100 oficerów i 1500 szeregowych.

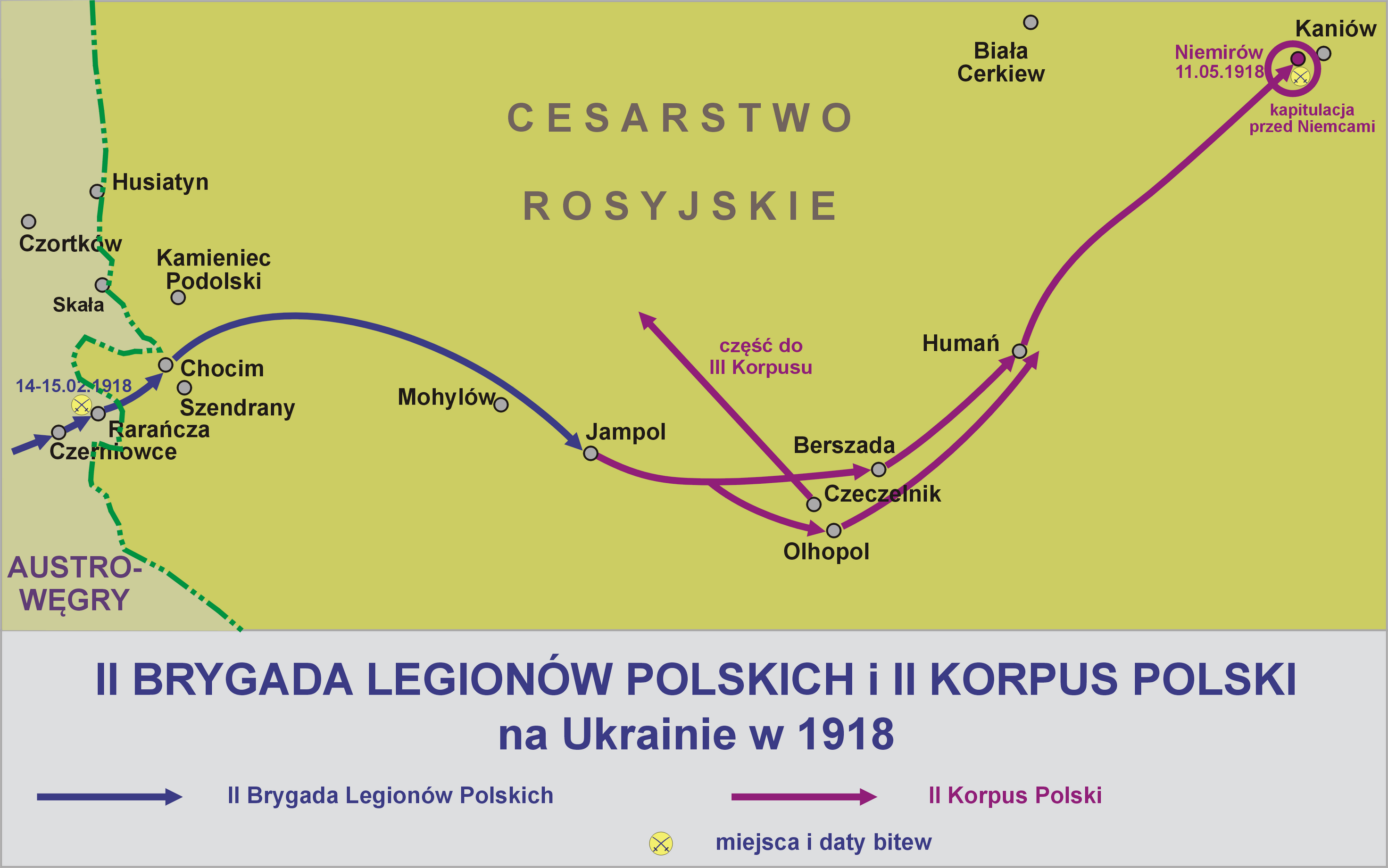

Spod Rarańczy brygada przeszła pod Chocim. Miejscowa rada żołnierska zażądała tam jej rozbrojenia. Brygada jednak kontynuowała marsz, klucząc między wojskami austriackimi i bolszewickimi. Z tymi ostatnimi weszła w układ, przekonując ich o demokratycznych stosunkach panujących w oddziałach. Zyskano tym życzliwość i pomoc w wyżywieniu, zapewniając sobie jednocześnie autonomię podejmowania decyzji. Brygada siłą sforsowała Dniestr pod Żwańcem i dotarła pod Kamieniec Podolski. W Kamieńcu Podolskim nawiązano kontakt z komitetem polskim. Znajdował się też tam oddział żołnierzy polskich, którzy opuścili szeregi armii rosyjskiej.
27 lutego wojska państw centralnych ruszyły na wschód, zajmując tego dnia Kamieniec. Armia rosyjska nie stawiała oporu, wycofując się bezładnie. Płk Haller zrezygnował wobec tego z marszu ku wojskom gen. Dowbora-Muśnickiego i wzdłuż lewego brzegu Dniestru ruszył ku Sorokom, ku oddziałom II Korpusu Polskiego. 5 marca w Jarudze napotkano szwadron polskich ułanów. 6 marca brygada stanęła pod Sorokami w rejonie ześrodkowania II Korpusu.

### W II Korpusie
10 marca utworzono 5 Dywizję Piechoty pod dowództwem brygadiera Hallera, w skład której weszła Brygada Karpacka, a 15 marca przemianowano ją na 5 Dywizję Strzelców Polskich. W czasie kilkudniowego postoju na przełomie marca i kwietnia 1918 w Humaniu zreorganizowano piechotę korpusu, z uwagi na niskie stany pułków. Bataliony legionowe przydzielono do pułków 4 i 5 Dywizji Strzelców Polskich. W ten sposób „żelazna” II Karpacka Brygada Legionów przestała istnieć.

## Obsada personalna Komendy II Brygady LP
Komendanci brygady:
- Mieczysław Zaleski (przełom zimy i wiosny 1915 roku)[9]
- płk Ferdynand Küttner (V 1915 – VII 1916)
- płk Józef Haller (VII 1916 – II 1918)

Szef sztabu brygady:
- kpt. SG Rudolf Towarek (IX 1915 - 7 I 1916)
- kpt. / mjr Stanisław Tarabanowicz (22 XI 1916 - 12 VIII 1917)

Oficer sztabu brygady:
- kpt. piech. Marian Kukiel (od 22 III 1917)

## Organizacja brygady
- Komenda II Brygady Legionów Polskich
- 2 pułk piechoty
- 3 pułk piechoty
- 2 pułk ułanów

Od 29 września 1916 roku:
- Komenda II Brygady Legionów Polskich
- 3 pułk piechoty
- 4 pułk piechoty

Od 18 czerwca 1917 roku:
- Komenda II Brygady Legionów Polskich w Warszawie
- 3 pułk piechoty w Warszawie
- 6 pułk piechoty w Dęblinie

## Upamiętnienie

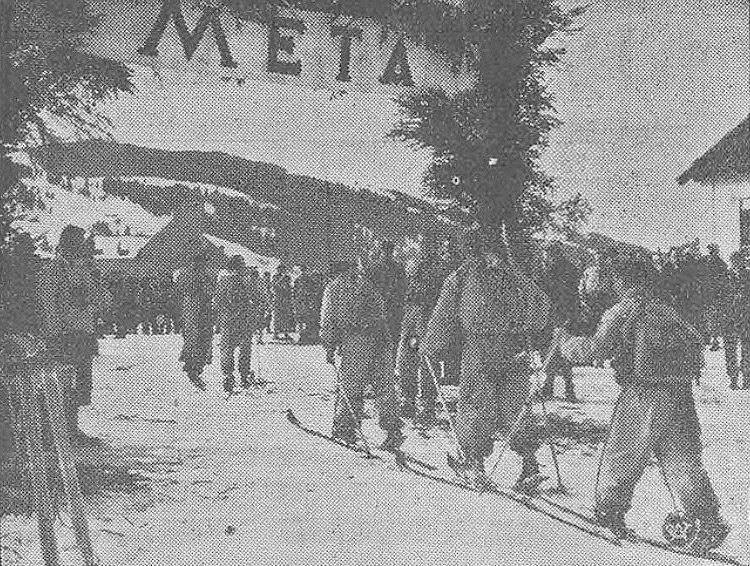
Meta Marszu Szlakiem II Brygady Legionów w Worochcie (1938)

W okresie międzywojennym odbywał się cyklicznie zimą.

## Zobacz

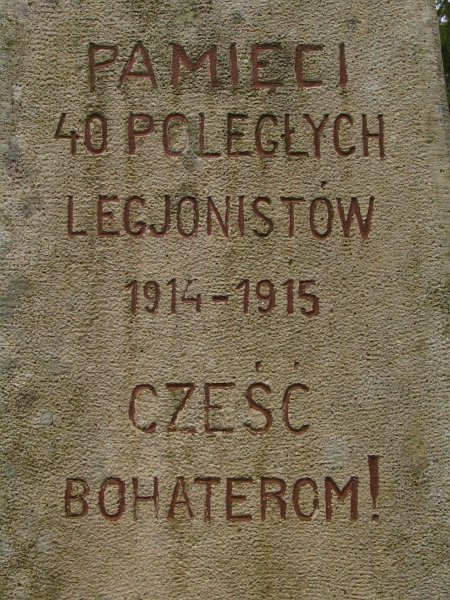
Tablica w Rafajłowej

- Bitwa pod Mołotkowem
- Bitwa pod Kirlibabą
- Bitwa pod Rafajłową
- Szarża pod Rokitną
- Bitwa pod Kostiuchnówką
- Bitwa pod Rarańczą (1918)
- Bitwa pod Kaniowem